# Subramaniam Narayan
Shankar Subramaniam Narayan (* 12. November 1934 in Ottappalam; † 26. Juli 2021 in Mumbai) war ein indischer Fußballtorwart. 

## Karriere
Subramaniam Narayan gehörte zum Kader der Nationalmannschaft Indiens bei den Olympischen Spielen 1956 in Melbourne, wo das Team das Halbfinale erreichte und den vierten Platz belegte. Vier Jahre später bei den Spielen von Rom gehörte Narayan erneut zum Olympiakader Indiens, kam jedoch nicht zum Einsatz. Insgesamt absolvierte er 9 Länderspiele.